# Steinheim am Albuch
Steinheim am Albuch è un comune tedesco di 8 930 abitanti, situato nel land del Baden-Württemberg. È uno dei comuni che formano l'Albuch.